# Чон Хє Сон
Чон Хє Сон (кор. 정혜성) — південнокорейська акторка.

## Біографія
Чон Ин Чжу народилася 29 квітня 1991 року в південнокорейському місті Пусан, перед початком акторської кар'єри вона взяла сценічне ім'я Чон Хє Сон. Першою роллю в кар'єрі Хє Сон, стала невелика роль в гангстерському серіалі «Друг. Наша легенда», але у наступні декілька років молода акторка зовсім не знімалася. Справжній дебют Хє Сон відбувся у 2012 році коли вона отримала другорядну роль в романтичному серіалі «Тобі красивому», далі були численні другорядні ролі в телесеріалах. Підвищенню впізнаваємості акторки сприяли другорядні ролі в популярних серіалах «Кохання у місячному сяйві» та «Шеф Кім». Першою головною роллю в кар'єрі акторки стала роль в кримінальному серіалі «Подвійна перемога» 2017 року. На початку 2019 року відбулася прем'єра фільму «Помічник» головну жіночу роль в якому зіграла Хє Сон. 

## Фільмографія

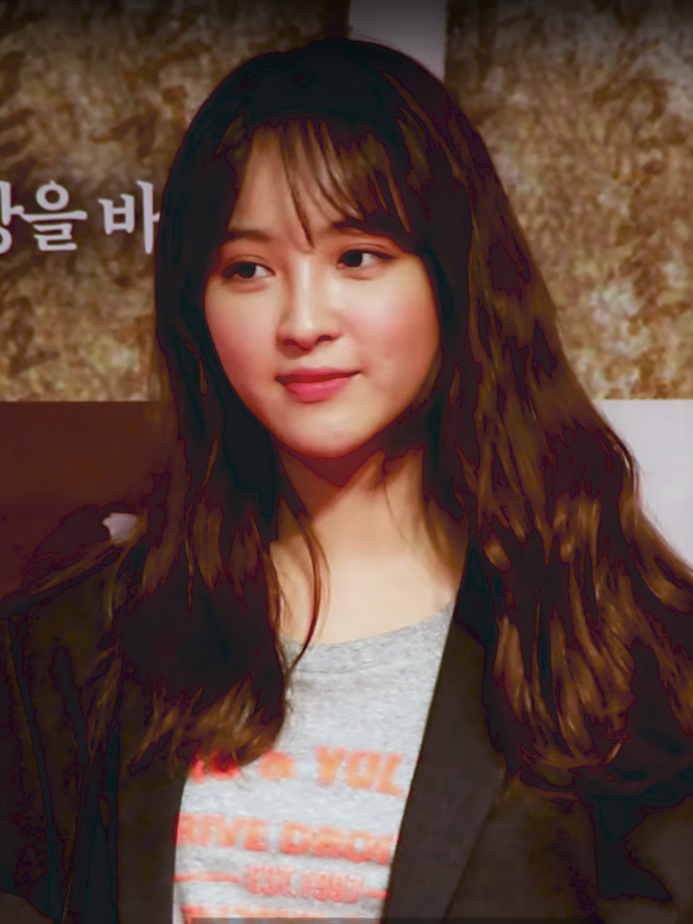
Чон Хє Сон у 2018 році

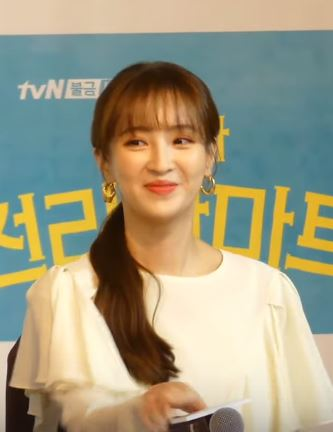
Чон Хє Сон у 2019 році

### Телевізійні серіали
| Рік       | Назва                           | Роль             | Мережа |
| --------- | ------------------------------- | ---------------- | ------ |
| 2009      | «Друг. Наша легенда»            | Сін Є            | MBC    |
| 2012      | «Тобі красивому»                | Хон Бо Хї        | SBS    |
| 2013      | «Спеціальна слідча команда TEN» | Пе Со Йон        | OCN    |
| 2013      | «Картопляна зірка 2013QR3»      | Пак Син Хї       | tvN    |
| 2014      | «Славетний день»                | Лі Со Ї          | SBS    |
| 2014-2015 | «Гордість і упередження»        | Ю Кван Мі        | MBC    |
| 2015      | «Кров»                          | Чхве Су Ин       | KBS2   |
| 2015      | «Донька як і ти»                | Ма Хї Сон        | MBC    |
| 2015      | «О, моя Венера»                 | Чан Ї Чжін       | KBS2   |
| 2015-2016 | «Пам'ятай»                      | Нам Йо Кьон      | SBS    |
| 2016      | «Кохання в місячному сяйві»     | принцеса Мьон Ин | KBS2   |
| 2017      | «Шеф Кім»                       | Хон Га Ин        | KBS2   |
| 2017      | «Люк»                           | Юн Чін Сук       | KBS2   |
| 2017      | «Сумнівна перемога»             | Чін Чін Йон      | SBS    |
| 2019      | «Я ненавиджу тебе Джульетта»    | Ку На Ра         | Oksusu |
| 2019      | «Ринок Пегас»                   | Чо Мі Ран        | tvN    |
| 2021      | «Чосонський екзорцист»          | Му Хва           | SBS    |

### Фільми
| Рік  | Назва      | Роль   |
| ---- | ---------- | ------ |
| 2019 | «Помічник» | Ин Чжі |

### Шоу
| Рік  | Назва                                    | Мережа   | Нотатки                                                |
| ---- | ---------------------------------------- | -------- | ------------------------------------------------------ |
| 2016 | «Ми одружилися»                          | MBC      | (4 сезон, епізод 351—372, учасниця разом з Кон Мьоном) |
| 2017 | «Король співу в масці»                   | MBC      | (конкурсантка, епізод 112)                             |
| 2017 | «Фото людей в Парижі»                    | Naver TV |                                                        |
| 2018 | «Дуня: У новий світ»                     | MBC      |                                                        |
| 2019 | «Незовсім та людина, яку ти раніше знав» | Mnet     |                                                        |

## Нагороди
| Рік  | Нагорода                      | Категорія                                                                            | Робота                      | Результат | Прим. |
| ---- | ----------------------------- | ------------------------------------------------------------------------------------ | --------------------------- | --------- | ----- |
| 2015 | 34-та Премія MBC драма        | Краща нова акторка серіалу                                                           | «Донька як і ти»            | Номінація |       |
| 2016 | 24-та Премія SBS драма        | Спеціальна нагорода (акторка жанрової драми)                                         | Пам'ятай"                   | Номінація |       |
| 2016 | 30-та Премія KBS драма        | Краща акторка другого плану                                                          | «Кохання в місячному сяйві» | Номінація | [ 6 ] |
| 2017 | 31-ша Премія KBS драма        | Краща акторка другого плану                                                          | «Шеф Кім», «Люк»            | Перемога  | [ 7 ] |
| 2017 | 25-та Премія SBS драма        | Нагорода за майстерність (акторка серіалу що транслювався щопонеділка та щовівторка) | «Подвійна перемога»         | Номінація |       |
| 2018 | 11-та Премія корейської драми | Краща нова акторка                                                                   | «Подвійна перемога»         | Номінація | [ 8 ] |
| 2018 | 18-та Премія розваг MBC       | Нагорода за майстерність в категорії варьєте                                         | «Дуня: У новий світ»        | Номінація |       |